# Vulkankrater
Et vulkankrater er en skål- eller tragtformet sænkning i jordoverfladen, forårsaget af vulkansk aktivitet. Under et vulkanudbrud strømmer lava, vanddamp, vulkansk aske og andre vulkanske udslip ud gennem krateret, som udgør den sidste del af vulkanrøret, som fører fra det underjordiske magmakammer til overfladen. Krateret er cirkelformet og kan variere i størrelse fra nogle få meter til flere kilometer. Under enkelte typer store og voldsomme udbrud kan vulkanens magmakammer tømmes tilstrækkeligt nok til, at jordoverfladen over det synker ind og danner en caldera, som på overfladen kan forveksles med et vulkankrater.
På de fleste typiske vulkaner befinder krateret sig på toppen af bjerget, som er blevet dannet af lava og andet materiale fra tidligere udbrud i vulkanens historie. Dette kaldes et "topkrater", og vulkaner af denne type har normalt en konisk form. Vulkankratere kan også findes på vulkanens sider, og et sådant krater kaldes normalt et "flankekrater". Nogle vulkankratere kan via nedbør eller smeltet sne og is blive helt eller delvist fyldt af vand og danne en sø i krateret.
Brudte kratere har en meget lavere kant på den ene side. Et krater kan blive brudt af eksplosioner eller af lava under et udbrud, eller det kan blive  gennembrudt senere erosion.
Enkelte vulkaner, så som maarer, består bare af krateret, uden noget tilhørende bjerg. Disse vulkanske eksplosionskratere bliver dannet, når magma stiger op gennem vandmættede bjergarter og forårsager et freatisk udbrud.
Ikke alle vulkaner danner kratere.